# 天竜川バス転落事故
天竜川バス転落事故（てんりゅうがわバスてんらくじこ）は、1951年（昭和26年）7月15日に静岡県磐田郡浦川町（後の佐久間町、現・浜松市天竜区）で発生したバスの転落事故。増水した天竜川に国鉄バスが転落し、28人前後が死亡した。

## 概要
1951年（昭和26年）7月15日、梅雨前線による長雨により飯田線浦川駅-佐久間駅間が不通となった。国鉄はバスによる代行輸送を行うことを決め、浦川駅に到着した電車の乗客を2台の小型バスに分乗させて佐久間駅へと向かわせた。このバスの1台が、浦川町下川合地内の原田橋西側の手前100m付近の県道（現・国道473号）のカーブに差し掛かったところ、路肩が崩れ20m下の増水した天竜川へ転落した。バスの運転手、運転助手、乗客5人は助かったが、28人前後が濁流に呑まれたまま行方不明となった。潜水夫も動員され捜索が行われたが、バスの車体すら見出すことはできなかった。事故から3年経った1954年（昭和29年）8月に、流失した車体が天竜川を水泳中の兄弟により発見され、車内から人骨も発見された。
最終的な死者数が不明である理由は、代行バスという不特定多数の乗客を乗せていたため正確な被害者の数が分からないことによる。被害者は30名以上または33人とする資料がある。
事故の発生した付近には、「供養之碑」が建立されている。